# Robert Beverly Hale
Robert Beverly Hale (* 29. Juli 1901 in Boston, Massachusetts; † 14. November 1985 Newberryport, Massachusetts) war ein US-amerikanischer Künstler, Kurator und Kunstdozent. Er war Gründer und erster Direktor der Abteilung für zeitgenössische amerikanische Kunst am Metropolitan Museum of Art.

## Leben
Robert Beverly Hale entstammte einer prominenten Bostoner Familie (Nathan Hale war ein Vorfahre, sein Großvater Edward Everett Hale), wuchs aber selbst in New York City auf. Sein Vater, Edward Dudley Hale (gest. 1908), war Architekt, seine Mutter eine Verwandte des Princeton-Kunsthistorikers Allan Marquand. Der Robert studierte ohne Abschluss an der Columbia University und reiste mit seiner Mutter nach Paris, wo er die Sorbonne und private Akademien besuchte. Er kehrte an die Columbia University zurück und schrieb sich an der School of Architecture ein. 1937 nahm er sein Studium wieder auf, diesmal an der Art Students League of New York, wo er bei George Bridgman und William McNulty studierte. Von 1939 bis 1943 war er Vizepräsident des Verwaltungsrates dieser Schule. Er wurde Nachfolger von George Bridgman als Dozent für Zeichnen und Anatomie an der Art Students League und später auch als außerordentlicher Professor für Zeichnen an der Columbia University. Ab 1942 arbeitete Hale als Redakteur für die Zeitschrift Art News, für die er unter anderem anonyme Besprechungen von Kunstausstellungen verfasste. Nach dem Zweiten Weltkrieg wurde eine Vereinbarung zwischen dem Whitney Museum of American Art und dem Metropolitan Museum of Art, wonach keines der beiden Museen auf dem Gebiet des anderen sammeln sollte, vom Whitney aufgekündigt. Das Metropolitan Museum of Art sah die Notwendigkeit, die neue amerikanische Kunst des Abstrakten Expressionismus und anderer Bewegungen ernsthaft zu sammeln.
Der Direktor des Metropolitan Museums, Francis Henry Taylor, stellte Robert Beverly Hale 1948 ein, um eine Abteilung für zeitgenössische amerikanische Kunst aufzubauen und deren erster Kurator zu werden. Hale verließ Art News 1949, aber in einer seiner ersten Ausstellungen, „American Art Today“ 1950, fehlten viele der wichtigsten Künstler des Abstrakten Expressionismus. Jackson Pollock, Mark Rothko und Willem de Kooning boykottierten die Ausstellung und beschuldigten das Museum, „notorisch feindselig gegenüber moderner Kunst“ zu sein. Dennoch machte sich Robert Beverly Hale daran, wichtige modernistische und abstrakte Werke für das Museum zu erwerben, darunter 1953 Isamu Noguchis „Koros“ (1945) und 1956 Willem de Koonings „Ostersonntag“. 1957 wurde sein Einsatz für Jackson Pollocks monumentales Gussgemälde „Autumn Rhythm (Number 30)“ (1950) wurde 1957 im Vorstand des Museums lange diskutiert. Hale setzte sich durch, und das Bild ist heute ein Markenzeichen der modernistischen Sammlungen des Museums. 1962 heiratete er die Kunsthistorikerin Nike Mylonas, Tochter des Archäologen George Mylonas. Sein Buch Drawing Lessons from the Great Masters, eine Kombination aus Kunstgeschichte und Atelierkunst, erschien 1964. Er verfasste auch Einträge für die Encyclopaedia Britannica und die Grolier Encyclopaedia.
Robert Beverly Hale trat 1966 als emeritierter Kurator des Metropolitan Museums zurück und lehrte bis 1982 an der Art Students League. Das Metropolitan würdigte Hales Erwerbungen, die sich auf Maler wie Edward Hopper, Ivan Albright, Stuart Davis, Josef Albers, Ben Shahn und Ellsworth Kelly konzentrierten. Robert Beverly Hale starb 1985 in Newberryport, Massachusetts. Seine Gedichte und Erzählungen wurden in den Zeitschriften The New Yorker und Mademoiselle veröffentlicht.

## Werk
Robert Beverly Hale war bekannt für seine abstrakten Gemälde und seine Fähigkeit, künstlerische Anatomie zu lehren. Seine Lehrmethoden betonten die Bedeutung des Verständnisses der menschlichen Anatomie für die Kunst des Zeichnens und Malens. Er übersetzte auch das klassische Anatomiebuch Artistic Anatomy von Dr. Paul Richer ins Englische.